# Liste des gares de la wilaya de Naâma
La liste des gares de la wilaya de Naâma, est une liste des gares ferroviaires situées dans la wilaya de Naâma, en Algérie.

## Gares ferroviaires dans la wilaya
La wilaya de Naâma compte 25 gares dont 19 fermées ou disparues. Les gares en service sont exploitées par la Société nationale des transports ferroviaires (SNTF).
| Gare                     | Commune          | Lignes               | Remarques   |
| ------------------------ | ---------------- | -------------------- | ----------- |
| Gare de Aïn El Hadjadi   | Tiout            | Oran à Kenadsa       | Gare fermée |
| Gare de Aïn Sefra        | Aïn Sefra        | Oued Tlelat à Béchar |             |
| Gare de Bir Senia        | El Biod          | Oran à Kenadsa       | Gare fermée |
| Gare de Boughelaba       | Aïn Sefra        | Oran à Kenadsa       | Gare fermée |
| Gare de Dayet El Kerch   | Djeniene Bourezg | Oran à Kenadsa       | Gare fermée |
| Gare de Djeniene Bourezg | Djeniene Bourezg | Oued Tlelat à Béchar |             |
| Gare de Dra Es Saâ       | Moghrar          | Oran à Kenadsa       | Gare fermée |
| Ancienne gare d'El Biod  | El Biod          | Oran à Kenadsa       | Gare fermée |
| Gare d'El Biod           | El Biod          | Oued Tlelat à Béchar | Gare fermée |
| Gare d'El Harchaïa       | Naâma            | Oran à Kenadsa       | Gare fermée |
| Gare de Hadjret M'Guil   | Djeniene Bourezg | Oran à Kenadsa       | Gare fermée |
| Gare de Krebazza         | El Biod          | Oran à Kenadsa       | Gare fermée |
| Gare de Mécheria         | Mécheria         | Oued Tlelat à Béchar |             |
| Gare de Mekalis          | Aïn Sefra        | Oran à Kenadsa       | Gare fermée |
| Gare de Moghrar          | Moghrar          | Oued Tlelat à Béchar |             |
| Gare de Mocta Deli       | Naâma            | Oran à Kenadsa       | Gare fermée |
| Gare de Naâma            | Naâma            | Oued Tlelat à Béchar |             |
| Gare des Oglats          | Moghrar          | Oran à Kenadsa       | Gare fermée |
| Gare de Rezaïna          | El Biod          | Oran à Kenadsa       | Gare fermée |
| Gare de Rouïba (Moghrar) | Moghrar          | Oran à Kenadsa       | Gare fermée |
| Gare de Teniet Er Relem  | Mécheria         | Oran à Kenadsa       | Gare fermée |
| Gare de Tirkount         | Aïn Sefra        | Oran à Kenadsa       | Gare fermée |
| Gare de Tiout            | Tiout            | Oued Tlelat à Béchar |             |
| Gare de Touïfza          | Naâma            | Oran à Kenadsa       | Gare fermée |
| Gare de Souiga           | Naâma            | Oran à Kenadsa       | Gare fermée |

| \| Naâma Aïn Sefra Djeniene Bourezg El Biod Mécheria Moghrar Tiout \| Localisation des gares de la wilaya de Naâma |
| Naâma Aïn Sefra Djeniene Bourezg El Biod Mécheria Moghrar Tiout                                                    |

## Lignes ferroviaires dans la wilaya
La wilaya est traversée par une ligne : la ligne de Oued Tlelat à Béchar.